# Blackpool South
Blackpool Sotuh (Blackpool South railway station) – stacja kolejowa w Blackpool, w Anglii. Posiada 1 peron i obsługuje rocznie 4.870 mln pasażerów.